# Deltote picatina
Deltote picatina is een vlinder van de familie van de uilen (Noctuidae). De wetenschappelijke naam van deze soort is voor het eerst voorgesteld als Lithacodia picatina door Alice Ellen Prout in een publicatie uit 1921.
De soort komt voor in India (Himachal Pradesh, Sikkim, Meghalaya, Assam).